# Kansas City Chiefs 1980
La stagione 1980 dei Kansas City Chiefs è stata la 11ª nella National Football League e la 21ª complessiva. Malgrado avere vinto una partita in più dell'anno precedente, la squadra mancò l'accesso ai playoff per il nono anno consecutivo.
Con una mossa allora controversa, il 26 agosto la squadra svincolò Jan Stenerud, il suo leader di tutti i tempi in punti segnati, sostituendolo con Nick Lowery, egli stesso svincolato 11 volte da otto diverse squadre in precedenza.

## Roster
| Roster dei Kansas City Chiefs nel 1980 |
| --- |
| Quarterback - 2 Tom Clements - 4 Steve Fuller - 9 Bill Kenney Running Back - 35 Horace Belton - 22 Ted McKnight FB - 21 Arnold Morgado - 32 Tony Reed Wide Receiver - 88 Carlos Carson - 80 Bubba Garcia - 89 Henry Marshall - 87 Stan Rome - 86 J.T. Smith Tight End - 85 Ed Beckman - 84 Al Dixon - 81 Tony Samuels - 83 Mike Williams Offensive Linemen - 56 Charlie Ane C - 66 Brad Budde G - 65 Tom Condon G - 77 Charlie Getty T - 60 Matt Herkenhoff T - 58 Jack Rudnay C - 73 Bob Simmons G - 72 Franky Smith T Defensive Linemen - 75 Sylvester Hicks DE - 91 Ken Kremer DT - 71 Dave Lindstrom DE - 74 Dino Mangiero DT - 61 Don Parrish DT - 67 Art Still DE Linebacker - 52 Thomas Howard Sr. - 51 Charles Jackson - 62 Kelly Kirchbaum - 54 Frank Manumaleuga - 53 Whitney Paul - 50 Cal Peterson - 59 Gary Spani Defensive Back - 25 Gary Barbaro FS - 42 M.L. Carter - 41 Herb Christopher SS - 44 Tim Collier CB - 46 Paul Dombroski - 24 Gary Green CB - 31 Jerry Reese SS Special Team - 1 Bob Grupp P - 8 Nick Lowery K Lista delle riserve - 99 Mike Bell DE (IR) |
| Legenda - I rookie sono in corsivo. - Il primo ruolo è il principale mentre gli eventuali successivi indicano i ruoli secondari. - (IR) sta per Injured Reserve ed indica la lista ristretta per un solo giocatore infortunato che può tornare ad allenarsi dopo la settimana 6 e a rientrare in prima squadra dopo che questa ha giocato 8 partite. - (NF-Inj.) / (NF-Ill.) stanno rispettivamente per Non-Football Injured e Non-Football Illness ed indicano le liste dove viene inserito un giocatore che ha un infortunio o una malattia non dipendente dal football americano. - (PUP) sta per Physically Unable to Perform ed indica la lista dove viene inserito un giocatore mentre è in attesa di recuperare la condizione fisica. Nella stagione regolare dopo la sesta partita giocata dalla propria squadra, il giocatore ha tempo tre settimane per riprendere ad allenarsi, più tre settimane aggiuntive dal suo rientro agli allenamenti per rientrare in prima squadra.                                                                                              |

## Calendario
| Stagione regolare |                   |                        |           |          |
| Turno             | Data              | Avversario             | Risultato | Pubblico |
| 1                 | 7 settembre 1980  | Oakland Raiders        | S 27–14   | 54,269   |
| 2                 | 14 settembre 1980 | Seattle Seahawks       | S 17–16   | 42,403   |
| 3                 | 21 settembre 1980 | at Cleveland Browns    | S 20–13   | 63,614   |
| 4                 | 28 settembre 1980 | San Diego Chargers     | S 24–7    | 45,161   |
| 5                 | 5 ottobre 1980    | at Oakland Raiders     | V 31–17   | 40,153   |
| 6                 | 12 ottobre 1980   | Houston Oilers         | V 21–20   | 75,048   |
| 7                 | 19 ottobre 1980   | at Denver Broncos      | V 23–17   | 74,459   |
| 8                 | 26 ottobre 1980   | Detroit Lions          | V 20–17   | 59,391   |
| 9                 | 2 novembre 1980   | Baltimore Colts        | S 31–24   | 52,383   |
| 10                | 9 novembre 1980   | at Seattle Seahawks    | V 31–30   | 58,976   |
| 11                | 16 novembre 1980  | at San Diego Chargers  | S 20–7    | 50,248   |
| 12                | 23 novembre 1980  | at St. Louis Cardinals | V 21–13   | 42,871   |
| 13                | 30 novembre 1980  | Cincinnati Bengals     | S 20–6    | 41,594   |
| 14                | 7 dicembre 1980   | Denver Broncos         | V 31–14   | 40,237   |
| 15                | 14 dicembre 1980  | at Pittsburgh Steelers | S 21–16   | 50,013   |
| 16                | 21 dicembre 1980  | at Baltimore Colts     | V 38–28   | 16,941   |

## Classifiche
| AFC West              |    |    |   |      |     |      |     |     |     |
|                       | V  | S  | P | %    | DIV | CONF | PF  | PS  | STR |
| San Diego Chargers(1) | 11 | 5  | 0 | .688 | 6–2 | 9–3  | 418 | 327 | V2  |
| Oakland Raiders(4)    | 11 | 5  | 0 | .688 | 6–2 | 9–3  | 364 | 306 | V2  |
| Kansas City Chiefs    | 8  | 8  | 0 | .500 | 4–4 | 6–8  | 319 | 336 | V1  |
| Denver Broncos        | 8  | 8  | 0 | .500 | 3–5 | 5–7  | 310 | 323 | V1  |
| Seattle Seahawks      | 4  | 12 | 0 | .250 | 1–7 | 3–9  | 291 | 408 | S9  |